# Luigia Abbadia
Luigia Abbadia (Génova, 1821 - Milán, 1896) fue una cantante mezzosoprano de ópera de origen italiano. Ejerció también como profesora de canto, y es hija del compositor y director Natale Abbadia.

## Biografía
Nació en Génova, y estudió canto con su padre. En 1836 debutó en Sassari con la ópera Semiramide de Rossini, y más tarde, en 1838, interpretó la parte Agnese de Beatrice di Tenda de Bellini, en Mantova. Pronto logró consagrarse como una cantante de ópera de renombre, y realizó actuaciones por Italia y por el extranjero. Giovanni Pacini compuso para ella la ópera Saffo, la cual representó en Nápoles en 1840, y Gaetano Donizetti hizo lo propio con Maria Padilla en la ópera homónima, representada en Milán en 1841. Fue una apreciada intérprete de óperas verdianas y wagnerianas.
Luigia Abbadia abandonó los escenarios en 1870, y fue la fundadora de una importante escuela de canto en Milán, la cual formó a artistas tales como la mezzosoprano Giuseppina Pasqua o el tenor Giovanni Battista De Negri.